# Thomas W. L. Sanford
Thomas W. L. „Tom“ Sanford (* um 1945) ist ein US-amerikanischer Physiker.
Sanford studierte Mathematik und Physik an der University of Washington, mit dem Bachelorabschluss magna cum laude 1965 und an der Columbia University, wo er 1967 seinen Masterabschluss in Physik machte und 1973 bei Leon Max Lederman promoviert wurde. Danach war er am Rutherford Appleton Laboratory in Großbritannien (bei T. G. Walker), am CERN und am Brookhaven National Laboratory (bei Samuel C. C. Ting). Ab 1982 war er Mitglied der Sandia National Laboratories und war dort an der Entwicklung des Hermes III (High Energy Radiation Megavolt Electron Source) Elektronen-Beschleunigers beteiligt, der im Pulsbetrieb zur Erzeugung von Röntgen- und Gammastrahlen zur Simulation der Auswirkung von Kernexplosionen dient. 1991 wurde er Distinguished Member des Labors.
Sanford entwickelte den Z-Pinch mit Draht-Anordnungen, der in Russland zuvor durch Walentin Smirnow erfolgreich getestet wurde, weiter über das Saturn Experiment bis zur Z-Maschine, die Mitte der 2000er Jahre stärkste Röntgenquelle (um 2005 2 MJ in 6 ns, entsprechend 200 TW), die außerdem für kurze Zeit Rekordtemperaturen von 2 bis 3 Milliarden Kelvin erzeugte. Zwei zylindrische Schalen von Drahtanordnungen, durch die ein hoher Strom (20 Megaampere) geschickt wird, implodieren auf ein zentrales Target, wo Röntgenstrahlung hoher Intensität erzeugt wird für Trägheitsfusionsexperimente oder andere Studien (Dynamic Hohlraum).
2005 erhielt er mit Malcolm Haines und Vladimir Smirnov den Hannes-Alfvén-Preis. Seit 2000 ist er Fellow der American Physical Society.